# Émilien Chassat
Émilien Chassat, né le 4 avril 1997, est un tireur sportif français.

## Carrière
Émilien Chassat est médaillé d'or en tir à la carabine à 300 mètres 3 positions, en individuel et par équipes, aux Championnats du monde de tir 2022 au Caire .